# Jaromír Hanzlík
Jaromír Hanzlík (ur. 16 lutego 1948 w Czeskim Cieszynie) – czeski aktor.

## Życiorys
W latach 1966–1993 był nieprzerwanie aktorem Teatru na Vinohradach’ w Pradze. Ma również na swoim koncie liczne kreacje filmowe i telewizyjne. Zagrał m.in. tytułową rolę w komedii Václava Vorlíčka pt. Jak utopić doktora Mraczka (1974). Jedną z głównych ról zagrał także w głośnym filmie Jirzego Menzla Postrzyżyny (1980) na podstawie opowiadania Bohumila Hrabala. Wystąpił również w dwóch kolejnych filmach Menzla: Święto przebiśniegu (1983) i Koniec starych czasów (1989). Inne filmy z udziałem aktora to m.in.: Żart (1968), Piekielny miesiąc miodowy (1970), Noc na Karlštejně (1973), Czuły barbarzyńca (1989), Spokój w duszy (2009).
Grał w popularnych w Polsce serialach telewizyjnych; Szpital na peryferiach (1977 i 1981) oraz Kobieta za ladą (1977).